# 三部敏宏
三部 敏宏（みべ としひろ、1961年〈昭和36年〉7月1日 - ）は、日本の技術者・実業家。本田技研工業株式会社取締役代表執行役社長兼CEO、日本自動車工業会副会長。大阪府豊中市出身。

## 経歴
大阪府豊中市出身。親の転勤に伴い、中学時代から広島市で過ごす。1980年広島市立基町高等学校を卒業後、広島大学工学部第一類（機械系）に入学。同大学院工学研究科（内燃機関学研究室）に進み、移動現象工学を専攻。1987年本田技研工業株式会社に就職。自動車エンジンを軸とした多様な研究開発に携わる。入社18年目頃から、エンジン関連部門のマネージメントにシフト。2019年4月に本田技術研究所社長に就任。本田技研工業株式会社専務取締役を経て、2021年4月より同社代表取締役社長を務める。2022年日本自動車工業会副会長。

## 人物
大学時代の愛車遍歴は「日産サニー」、「ホンダ CR-X」。
小学生の頃は札幌で暮らしており、スキーとスケートが得意。同時期に、のちに日本航空の社長となる赤坂祐二と札幌の少年野球で一緒にプレーし仲が良かった。中学1年で転居のため離ればなれになったが、社長となってから再会している。

## 年譜
- 1980年3月 - 広島市立基町高校卒業
- 1985年3月 - 広島大学工学部第一類卒業
- 1987年3月 - 広島大学大学院工学研究科修了
- 1987年4月 - 本田技研工業入社
- 2012年4月 - 本田技術研究所常務執行役員
- 2014年4月 - 本田技研工業執行役員
- 2014年4月 - 同四輪事業本部パワートレイン事業統括
- 2014年4月 - 同四輪事業本部生産統括部パワートレイン生産企画統括部長
- 2015年4月 - 同四輪事業本部パワートレイン・駆動系事業統括
- 2015年4月 - 同四輪事業本部生産統括部駆動系統括部長
- 2016年4月 - 本田技術研究所取締役専務執行役員
- 2018年4月 - 本田技研工業常務執行役員
- 2018年4月 - 本田技術研究所取締役副社長
- 2019年4月 - 同代表取締役社長
- 2019年4月 - 本田技研工業知的財産・標準化担当
- 2020年4月 - 同専務執行役員
- 2020年4月 - 同ものづくり担当(研究開発、生産、購買、品質、パーツ、サービス、知的財産、標準化、IT)
- 2020年4月 - 同リスクマネジメントオフィサー
- 2020年6月 - 同専務取締役
- 2020年6月 - ものづくり担当取締役(研究開発、生産、購買、品質、パーツ、サービス、知的財産、標準化、IT)
- 2021年4月 - 同代表取締役社長(現在)

## テレビ番組
- 日経スペシャル カンブリア宮殿 車ではなく未来を作れ！ 生き残りをかけたホンダの挑戦（2023年1月5日、テレビ東京）- 本田技研工業 社長として出演[9]。